# پالپ فیکشن (بنکسی)
پالپ فیکشن یا داستان عامه‌پسند مجموعه‌ای از آثار مرتبط با هم از هنرمند گرافیتی‌کار بنکسی است. نمونه‌هایی از آن، شخصیت‌هایی را که ساموئل ال. جکسون و جان تراولتا در فیلم «داستان عامه‌پسند» محصول ۱۹۹۴ بازی کردند، به تصویر می‌کشد که در آنها به جای تفنگ‌هایشان موز قرار داده شده است. یک اثر گرافیتی شابلونی از سال ۲۰۰۲ تا ۲۰۰۷ روی دیواری در نزدیکی ایستگاه متروی اولد استریت در شهر لندن وجود داشته است. نسخه‌های چاپی این تصویر در سایت اصلی به قیمت بیش از ۱٬۰۰۰ پوند فروخته شده بودند. یک نسخه چاپی از شابلون داستان عامه‌پسند در سال ۲۰۱۲ به قیمت ۱۰٬۶۰۰ پوند فروخته شد. در ۲۴ نوامبر ۲۰۲۰، یک نسخه امضا شده از این اثر در رویداد «توسط کلکسیونرها برای کلکسیونرها» در حراجی تیت وارد به قیمت ۱۲۵٬۰۰۰ پوند به فروش رسید.

## انتشار استودیویی
در سال ۲۰۰۴، نسخه‌ای از این طرح با چاپ سیلک توسط انتشارات پیکچرز آن والز منتشر شد که شامل یک نسخه امضا شده ۱۵۰ عددی و یک نسخه امضا نشده ۶۰۰ عددی بود.